# Магнуссон, Роджер
Роджер (Рогер) Магнуссон (швед. Roger Magnusson; 20 марта 1945, Мёнстерос) — шведский футболист, правый нападающий. Брат другого известного игрока, Бенно Магнуссона.

## Карьера
Роджер Магнуссон начал свою карьеру в возрасте 14 лет в клубе «Бломстермола». В апреле 1961 года форвард перешёл в «Отвидаберг». Трансфер обошёлся клубу в сумму в 10 тыс крон и обед, который Бертиль Льюнгквист, представитель команды, пообещал отцу мальчика. Почти сразу после перехода, уже в 16 лет, Магнуссон стал лидером команды. Он выступал за этот клуб на протяжении 5 лет, проведя 97 матчей и забив 40 голов. Одновременно Магнуссон выступал в показательных встречах за другие команды: «Ронео», «Вадстена», «Финспонг», клубы из города Смоланд. Осенью 1963 года Роджер находился в Бразилии, где также провёл несколько тренировок в местном клубе «Фламенго», а также сыграл пару выставочных матчей.
В 1966 году Магнуссон был куплен итальянским «Ювентусом». Но из-за проблем с оформлением иностранного футболиста «Старая Синьора» была вынуждена отдать нападающего в аренду в немецкий «Кёльн». Там Роджер сыграл в 20 матчах и забил 4 гола. Форвард возвратился в «Ювентус», но по прежнему не мог играть во внутренних соревнованиях. В клубе он дебютировал 29 ноября 1967 года в матче Кубка европейских чемпионов с «Рапидом» из Бухареста, где забил единственный во двух встречах мяч и вывел свою команду в четвертьфинал; вторая встреча завершилась нулевой ничьей. В четвертьфинале Магнуссон сыграл во втором и третьем, решающем матче. В этой встрече швед также забил единственный мяч, который вывел его команду в полуфинал. Там он сыграл дважды, но «Юве» проиграл обе встречи «Бенфике». Эти шесть матчей и два забитых мяча стали единственными, проведёнными Магнуссоном за «Ювентус».
Из-за невозможности заявить Роджера в состав, «Ювентус» был вынужден вновь отдать его в аренду, на этот раз в клуб «Олимпик Марсель», где он дебютировал в матче с «Тулоном». В первом же сезоне в команде швед помог выиграть Кубок Франции, первый трофей команды за 20 лет. По окончании срока аренды, клуб выкупил трансфер нападающего. В «Марселе» с 1969 года Магнуссон образовал связку с центрфорвардом команды Йосипом Скобларом. Они привели клуб к выигрышу двух чемпионатов, Кубку и Суперкубку Франции. А в 1969 году Магнуссон был признан лучшим иностранным футболистом чемпионата Франции по версии France Football. Он играл в команде 6 сезонов, проведя 160 матчей и забив 23 гола. В 1974 году Роджер, который после перехода Салифа Кейты стал резервистом, перешёл в клуб «Ред Стар», но там он играл не часто из-за травмы коленного сустава.
В 1976 году Магнуссон возвратился в Швецию, где стал игроком клуба «Хельсингборг». Но за эту команду нападающий провёл лишь 6 игр, по-прежнему страдая от травмы. Затем он играл в третьем дивизионе за клуб «Виланс Болл» с 1977 по 1979, а завершил карьеру в «Ландскруне» в 1980 году.  19 мая того же года «Марсель» провёл прощальный матч для Магнуссона, в котором команде состава сезона 1972/1973 противостояла сборная мира. После окончания карьеры, Роджер получил  педагогическое образование и много лет работал учителем в Кристианстаде. В 2012 году его ввели в Зал славы шведского футбола.

## Статистика
| Сезон     | Команда         | Чемпионат  | Чемпионат | Чемпионат | Кубок | Кубок | Междун. | Междун. |
| Сезон     | Команда         | Лига       | Игры      | Голы      | Игры  | Голы  | Игры    | Голы    |
| --------- | --------------- | ---------- | --------- | --------- | ----- | ----- | ------- | ------- |
| 1966/1967 | Кёльн           | Бундеслига | 20        | 4         | 2     | 0     | —       | —       |
| 1967/1968 | Ювентус         | Серия А    | 0         | 0         | 0     | 0     | 6       | 2       |
| 1968/1969 | Олимпик Марсель | Дивизион 1 | 21        | 5         | 9     | 4     | 1       | 0       |
| 1969/1970 | Олимпик Марсель | Дивизион 1 | 31        | 7         | 0     | 0     | 3       | 0       |
| 1970/1971 | Олимпик Марсель | Дивизион 1 | 35        | 2         | 7     | 4     | 2       | 0       |
| 1971/1972 | Олимпик Марсель | Дивизион 1 | 32        | 4         | 8     | 0     | 4       | 0       |
| 1972/1973 | Олимпик Марсель | Дивизион 1 | 19        | 3         | 3     | 1     | 2       | 0       |
| 1973/1974 | Олимпик Марсель | Дивизион 1 | 22        | 2         | 1     | 0     | 4       | 1       |
| 1974/1975 | Ред Стар        | Дивизион 1 | 16        | 2         | 1     | 0     | —       | —       |
| 1975/1976 | Ред Стар        | Дивизион 2 | 11        | 0         | 0     | 0     | —       | —       |
| 1976      | Хельсингборг    | Дивизион 2 | 11        | 1         | ?     | ?     | —       | —       |
| 1977      | Виланс Болл     | Дивизион 3 | 16        | 1         | ?     | ?     | —       | —       |
| 1978      | Виланс Болл     | Дивизион 3 | ?         | ?         | ?     | ?     | —       | —       |
| 1979      | Виланс Болл     | Дивизион 3 | ?         | ?         | ?     | ?     | —       | —       |
| 1979      | Ландскруна      | Дивизион 1 | 5         | 2         | ?     | ?     | —       | —       |
| 1980      | Ландскруна      | Дивизион 1 | 7         | 1         | ?     | ?     | —       | —       |
| 1981      | Ландскруна      | Дивизион 2 | 5         | 1         | ?     | ?     | —       | —       |

## Достижения

### Командные
- Обладатель Кубка Франции: 1968/1969, 1971/1972
- Чемпион Франции: 1970/1971, 1971/1972
- Обладатель Суперкубка Франции: 1971

### Личные
- Лучший иностранный футболист чемпионата Франции по версии France Football: 1969